# Lissonota paula
Lissonota paula är en stekelart som beskrevs av Dali Chandra och Gupta 1977. Lissonota paula ingår i släktet Lissonota och familjen brokparasitsteklar. Inga underarter finns listade i Catalogue of Life.